# Vaivara socken
Vaivara socken (estniska: Vaivara kihelkond, tyska: Kirchspiel Waiwara) var en socken i det historiska landskapet Wierland (Virumaa). Socknens kyrkby var Vaivara (tyska: Waiwara).